# Dmytro Bułatow
Dmytro Serhijowycz Bułatow, ukr. Дмитро Сергійович Булатов (ur. 13 sierpnia 1978 w Kijowie) – ukraiński przedsiębiorca, działacz obywatelski i polityk, lider Automajdanu, w 2014 minister młodzieży i sportu.

## Życiorys
Z wykształcenia inżynier, absolwent Narodowego Technicznego Uniwersytetu w Kijowie (2001). Pracował na dyrektorskich stanowiskach w sektorze prywatnym, zajął się też prowadzeniem własnej działalności gospodarczej. W 2013 utworzył organizację pozarządową „Socialno widpowidalne suspilstwo”.
30 listopada 2013, będąc świadkiem pacyfikacji protestów na placu Niepodległości, razem z Ołeksijem Hrycenką zorganizował objazd Kijowa, by zachęcić ludzi do udziału w protestach. Stał się wówczas współtwórcą i liderem Automajdanu, zrzeszenia niezależnych grup kierowców wspierających opozycję.
23 stycznia 2014 ogłoszono jego zaginięcie, gdy nie wrócił z przeprowadzonej dzień wcześniej wyprawy do kijowskiego szpitala, gdzie funkcjonariusze Berkutu zatrzymali 15 osób i zniszczyli 10 aut aktywistów. Wyznaczono nagrodę w wysokości 10 tys. dolarów (podwyższaną później do 25 tys. i 50 tys. dolarów) za udzielenie informacji o jego położeniu, jednak nie było ono znane aż do 30 stycznia, gdy Dmytro Bułatow sam wykonał telefon ze wsi Wyszeńky w rejonie boryspolskim. Z licznymi urazami wyjechał z kraju na leczenie na Litwę, ujawnił, że w trakcie porwania był torturowany.
Po powrocie na Ukrainę objął w lutym 2014 urząd ministra młodzieży i sportu w rządzie Arsenija Jaceniuka, który sprawował do końca funkcjonowania tego gabinetu w grudniu 2014.
Jest żonaty, ma troje dzieci.